# پاگزلی آدامز
پاگزلی پوبرت آدامز عضوی از خانواده خیالی آدامز است که توسط کاریکاتوریست آمریکایی چارلز آدامز خلق شده است.

## کارتون
پاگزلی در کارتون‌های اصلی چارلز آدامز به عنوان پسری فریبنده، جوان و باهوش به تصویر کشیده شده است. او اغلب در حال رها کردن قایق‌های بادبانی در پارک با بچه‌های دیگر نشان داده می‌شود، با این تفاوت که قایق‌هایش در طبیعت ترسناک‌تر بودند.

## تصاویر و ویژگی‌ها
پاگزلی به عنوان بزرگترین فرزند مورتیشیا و گومز آدامز در سریال اصلی معرفی شد: او یک پسر جوان است (سن او در قسمت آزمایشی هشت سال است اما در قسمت دوم به 10 سال تغییر داده شده است) که تقریبا همیشه با یک تی‌شرت راه راه و شورت دیده می‌شود. شخصیتی که ظاهراً نمونه اولیه پاگزلی بود (همانطور که همه اعضای خانواده نامی نداشتند) اولین‌بار در کارتون‌های چارلز آدامز در نیویورکر در دهه ۱۹۳۰ ظاهر شد. در این اولین تجسم، او به عنوان یک کودک منحرف با طبیعت شریرانه به تصویر کشیده شد و نشان داده شد که با خواهرش اعمال ناپسندی انجام می‌دهد. در تمام تجسم‌ها، او اضافه وزن دارد. در سری اصلی، پاگسلی ۴.۷ اینچ قد و ۱۱۲ پوند وزن دارد. در سریال‌های تلویزیونی، پاگزلی معمولا بیش از پنج تکه کیک در جشن تولد می‌خورد.
یک هیولای پرانرژی از یک پسر ... موهای قرمز بور، چشمان آبی برافراشته و یک مزاحم فداکار، به عبارت دیگر، بچه همسایه ... نابغه به روش خود، او گیوتین‌های اسباب بازی، قفسه های بزرگ می‌سازد، خواهرش را تهدید به مسموم کردن می‌کند، می‌تواند با یک مجموعه شیمیایی معمولی خود را به آقای هاید تبدیل می‌کند ... صدایش خشن است ... گاهی اوقات اجازه سیگار کشیدن گاه به گاه را دارد.— چارلز آدامز
زمانی که شخصیت‌ها برای سریال تلویزیونی نام‌گذاری شدند، در ابتدا قرار بود او را پابرت (مشتق از کلمه بلوغ ، که احتمالاً بازتابی از سن اوست، که به طور مداوم ۱۲، ۱۳ یا ۱۴ ساله باقی مانده است، «پابرت» نامیده شود. یک نوجوان جوان) اما به دلیل اینکه بیش از حد جنسی به نظر می‌رسید رد شد و به جای آن نام پاگزلی انتخاب شد. (نام پوبرت بعدها زمانی که گومز و مورتیشیا صاحب فرزند سوم شدند در فیلم ارزش‌های خانوادگی آدامز استفاده شد. ) شجره خانواده آدامز از لرچ فایلز نام میانی پاگزلی را به عنوان پابرت فهرست می‌کند، احتمالاً به عنوان ادای احترام به پیشنهاد اصلی چارلز آدامز.
در سریال تلویزیونی آمریکایی ، نقش پاگزلی را بازیگر کودک کن وترواکس بازی می‌کند. این تجسم شخصیت بیشتر شادی آور و مبتکرانه است. او مهارت‌های مهندسی عجیبی از جمله اختراع یک تفنگ تجزیه‌کننده، یک تفنگ ضد جاذبه و سایر وسایل را به نمایش می‌گذارد. او و گومز با هم کامپیوتری به نام ویزو و روباتی به نام اسمایلی (با بازی رابی ربات) ساختند. پاگزلی و خواهر کوچکترش چهارشنبه اغلب با هم بازی می‌کنند و به ندرت نشانه هایی از رقابت خواهر و برادری را نشان می‌دهند. آنها به عنکبوت‌ها، دینامیت، گیوتین‌ها و دیگر اسباب بازی‌های خطرناک علاقه مشترک دارند و اغلب با آنها بازی می‌کنند. به درخواست چهارشنبه، پاگسلی اغلب عروسک محبوب چهارشنبه ماری آنتوانت را گیوتین می‌کند.
در اپیزود اولیه، «مورتیشیا و روانپزشک»، بقیه اعضای خانواده نگران هستند که پاگزلی رفتاری دارد که آنها آن را «عجیب» می‌دانند: پوشیدن لباس پیشاهنگی، بازی با یک توله سگ و غیره. هنگامی که پاگزلی نزد روانپزشک فرستاده می‌شود، از حوادث دوران کودکی شامل حلق‌آویز کردن ، مسلسل و نارنجک می‌گوید، بدون اینکه سرنخی از این که دیگران ممکن است این روایت‌ها را غیرعادی بدانند. با این حال، هیچ اپیزود دیگری او را به این شکل نشان نمی‌دهد و او بیشتر به سمت تاریک و نگران کننده اختراعات و علم علاقه‌مند است.

## نسخه‌های فیلم

ونزدی (سمت چپ) و پاگزلی در فیلم خانواده آدامز (۱۹۹۱)

در فیلم خانواده آدامز و دنباله آن، ارزش‌های خانوادگی آدامز ، نقش پاگزلی را جیمی ورکمن بازی می کند. او به عنوان یک همدست ناخواسته خواهر بزرگترش، ونزدی، که تلاش می کند به او آسیب مرگبار وارد کند عمل می‌کند - اگرچه او گاهی اوقات لطف کرده است.
در خانواده آدامز ، پاگزلی و ونزدی یک غرفه لیموناد باز می‌کنند، اما نوشیدنی‌های آن‌ها سمی است و باعث می‌شود لرچ وقتی آن را امتحان می‌کند، شعله‌های آتش را تف کند.
در ارزش‌های خانوادگی آدامز ، ونزدی و پاگزلی به کمپ چیپ‌وا، یک اردوی تابستانی فرستاده می‌شوند، جایی که مجبور می‌شوند در نمایشنامه‌ای با مضمون شکرگزاری با عنوان بوقلمونی به نام برادری شرکت کنند. پاگزلی به عنوان یک بوقلمون رقصنده انتخاب می‌شود و بچه‌ها را در گروه کر «مرا بخور» رهبری می‌کند. او بعداً در حال کمک به ونزدی در سرنگونی مستشاران اردوگاه و آتش زدن محوطه است.
پاگزلی (اکنون با بازی جری مسینگ) در فیلم دیدار خانواده آدامز رفتاری شبیه به دو تجسم فیلم قبلی خود دارد. در گردهمایی خانوادگی خانواده آدامز، او عاشق دختر جوانی به نام جینا (با بازی هایلی داف ) می شود. به گفته پاگزلی، نام او در بلغاری به معنای پمپ معده است.
در موزیکال برادوی خانواده آدامز، پاگزلی توسط آدام ریگلر به عنوان خواهر یا برادر کوچکتر، حدود یازده ساله، هفت سال کوچکتر از ونزدی ۱۸ ساله (با بازی کریستا رودریگز ) بازی می‌شود.
در تور ملی (۲۰۱۱-۲۰۱۲)، پاگزلی توسط پاتریک دی کندی (یو. اس. جیسون تستا). اتان وکسلر در مارس ۲۰۱۲ جایگزین جیسون تستا شد.
فین ولفهارد در انیمیشن سال ۲۰۱۹ صداپیشگی پاگسلی را بر عهده دارد. جاون "وانا" والتون جایگزین ولفهارد به عنوان صدای پاگزلی در دنباله آن در سال ۲۰۲۱ شد که در ۱ اکتبر ۲۰۲۱ منتشر شد.